# Smokvica (żupania dubrownicko-neretwiańska)
Gmina Smokvica (chorw. Općina Smokvica) – wieś i gmina w Chorwacji, w żupanii dubrownicko-neretwiańskiej. W 2021 roku liczyła 895 mieszkańców.

## Charakterystyka
Jest położona w środkowej części wyspy Korčula, 27 km od stolicy wyspy, na wysokości bezwzględnej 127 m n.p.m. Przebiega przez nią droga Korčula – Blato – Vela Luka.
Miejscowa gospodarka oparta jest na rolnictwie – hodowli zwierząt, uprawie oliwek, winorośli, migdałów, brzoskwiń i śliwek – oraz na winiarstwie (odmiany pošip, maraština, grk, moreška, admiral).